# Stara Sól (gmina)
Stara Sól – dawna gmina wiejska w powiecie samborskim województwa lwowskiego II Rzeczypospolitej. Siedzibą gminy była Stara Sól.
Gminę utworzono 1 sierpnia 1934 r. w ramach reformy na podstawie ustawy scaleniowej z dotychczasowej gminy wiejskiej Stara Sól.
Po II wojnie światowej obszar gminy znalazł się w ZSRR.